# Woiwodschaft Großpolen

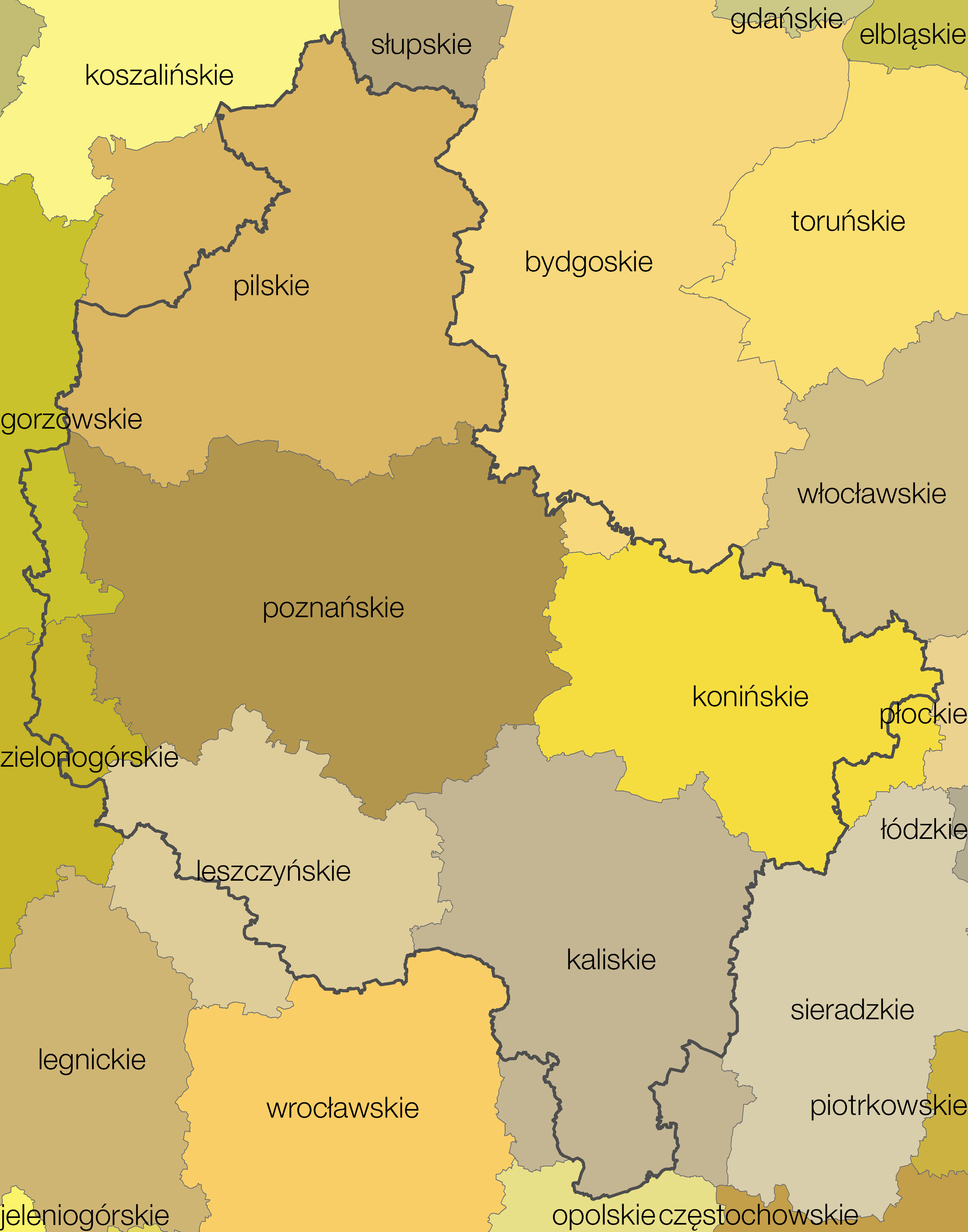
Aufteilung Großpolens in ehemalige Woiwodschaften

Die Woiwodschaft Großpolen (polnisch województwo wielkopolskie) ist eine der 16 Woiwodschaften der Republik Polen. Die Hauptstadt der Woiwodschaft ist  Posen.
Großpolen (Wielkopolska) wird mit den alten piastischen Königstädten Posen und Gnesen (Gniezno) als die Keimzelle Polens angesehen. Hier befindet sich mit Kalisz zudem die älteste Stadt in Polen.

## Geschichte
Das Gebiet der Woiwodschaft Großpolen entspricht in Teilen dem der früheren preußischen Provinz Posen. Das historische Großpolen umfasste allerdings ein weit größeres Gebiet.
Sie ging bei der Gebietsreform 1999 aus der Woiwodschaft Posen (Poznań) sowie aus Teilen der Woiwodschaften Kalisz, Konin,  Schneidemühl (Piła), Lissa (Leszno) hervor. Einzelne Gemeinden Großpolens waren zudem vorher Teil der Woiwodschaften Grünberg (Zielona Góra), Landsberg (Gorzów) und Bromberg (Bydgoszcz).

## Wappen
Beschreibung: In Rot ein goldgeständerter und goldbewehrter silberner Adler mit goldenem Kleestängel und goldgebundenem Schwanz.

## Verwaltungsgliederung
Die Woiwodschaft Großpolen ist in 31 Landkreise und vier kreisfreie Städte unterteilt. Sie bilden zwar unter ihrem Namen ebenfalls einen Landkreis, gehören ihm aber selbst nicht an.

### Kreisfreie Städte
- Poznań (Posen) 532.048; 262 km²
- Kalisz (Kalisch) 99.106; 69 km²
- Konin (Konin/Warthe) 72.539; 82 km²
- Leszno (Lissa) 62.854; 32 km²

### Landkreise
- Chodzież (Colmar, Kolmar) 46.824; 681 km²
- Czarnków (Czarnikau) 86.590; 1.808 km²
- Gniezno (Gnesen) 145.068; 1.254 km²
- Gostyń 75.732; 810 km²
- Grodzisk Wielkopolski (Grätz) 51.929; 644 km²
- Jarocin (Jarotschin) 71.425; 588 km²
- Kalisz (Kalisch) 82.911; 1.160 km²
- Kępno (Kempen) 56.298; 600 km²
- Koło (1941–1945 Warthbrücken) 86.108; 1.011 km²
- Konin (Konin/Warthe) 129.904; 1.579 km²
- Kościan (Kosten) 78.866; 723 km²
- Krotoszyn (Krotoschin) 76.998; 714 km²
- Leszno (Lissa) 57.911; 805 km²
- Międzychód (Birnbaum) 36.633; 737 km²
- Nowy Tomyśl (Neutomischel) 75.576; 1.012 km²
- Oborniki (Obornik) 59.821; 713 km²
- Ostrów Wielkopolski (Ostrowo) 161.357; 1.161 km²
- Ostrzeszów (Schildberg) 55.265; 772 km²
- Piła (Schneidemühl) 135.477; 1.267 km²
- Pleszew (Pleschen) 62.763; 712 km²
- Poznań (Posen) 406.590; 1.900 km²
- Rawicz (Rawitsch) 60.188; 553 km²
- Słupca 58.959; 838 km²
- Szamotuły (Samter) 91.745; 1.120 km²
- Środa (Schroda) 59.149; 623 km²
- Śrem (Schrimm) 61.492; 574 km²
- Turek 83.599; 929 km²
- Wągrowiec (Wongrowitz) 70.096; 1.041 km²
- Wolsztyn (Wollstein) 57.431; 680 km²
- Września (Wreschen) 78.037; 704 km²
- Złotów (Flatow) 69.161; 1.661 km²

(Einwohnerzahlen vom 31. Dezember 2020)
| Landkreise        | Größte           | Kleinste             |
| ----------------- | ---------------- | -------------------- |
| flächenmäßig      | Powiat Poznański | Powiat Rawicki       |
| bevölkerungsmäßig | Powiat Poznański | Powiat Międzychodzki |

## Geographie

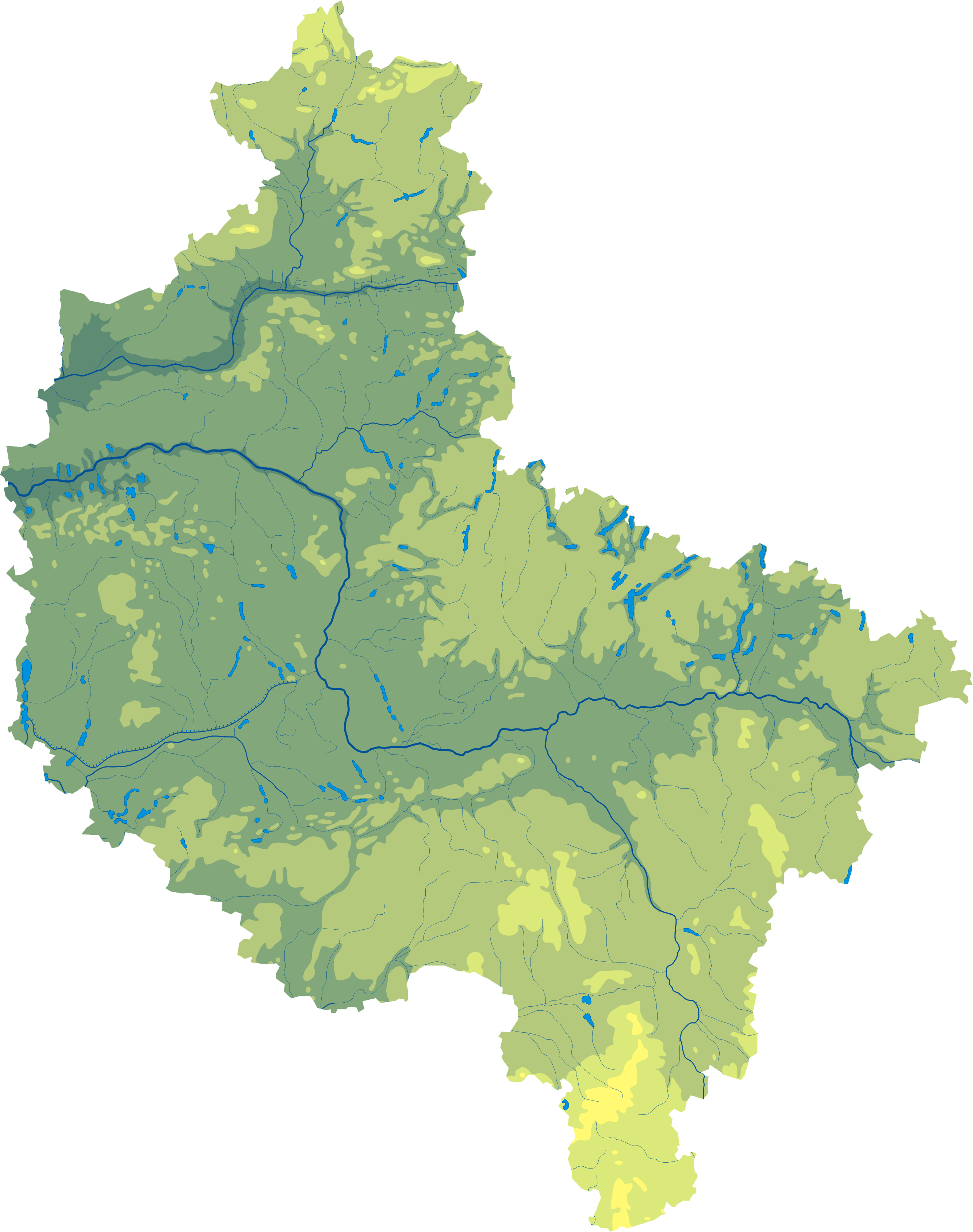
Topographie der Woiwodschaft Großpolen

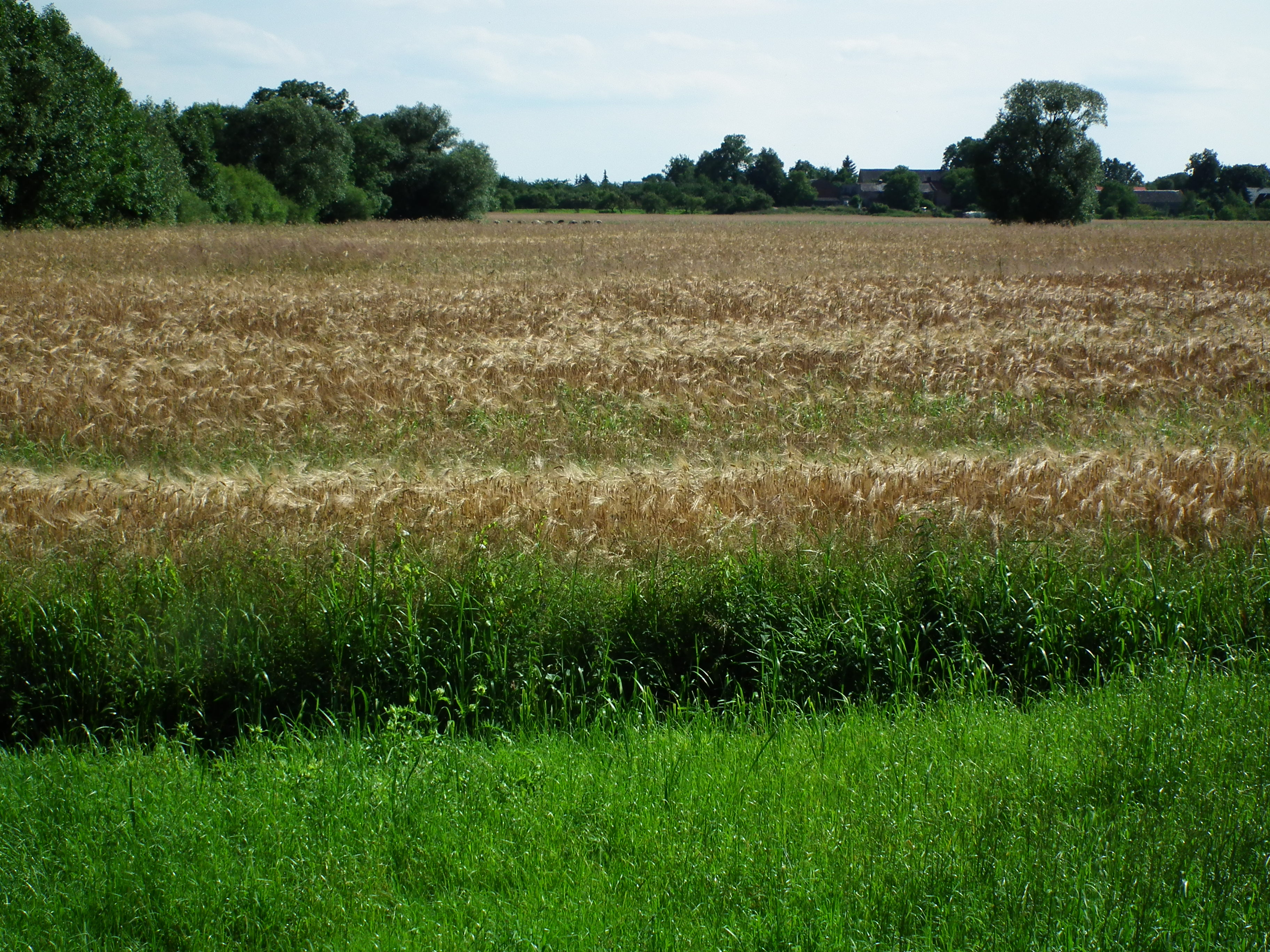
Landschaft nördlich von Poznań

Flächenmäßig ist Großpolen mit knapp 30.000 km² die zweitgrößte Woiwodschaft Polens und mit rund 3,5 Millionen Einwohnern auch eine der bevölkerungsreichsten.

### Landschaft
Großpolen hat in der südöstlichen Hälfte große Anteile am Mittelpolnischen Tiefland (Niziny Środkowopolskie) und in der nordwestlichen Hälfte an der Großpolnischen Seenplatte (Pojezierze Wielkopolskie), an der Lebuser Seenplatte (Pojezierze Lubuskie) sowie an der Lissaer Seenplatte (Pojezierze Leszczyńskie), die allesamt eiszeitlich geprägt sind.
Die gesamte Region befindet sich nahezu vollständig im Einzugsgebiet des Flusses Warta (Warthe). Mehrere Urstromtäler, wie das Thorn-Eberswalder Urstromtal oder das Warschau-Berliner Urstromtal, prägen außerdem die Landschaft. Weite Teile Großpolens sind von der Landwirtschaft geprägt. Im Nordwesten Großpolens befindet sich mit der Puszcza Notecka eines der größten geschlossenen Waldgebiete Polens.

### Gewässer

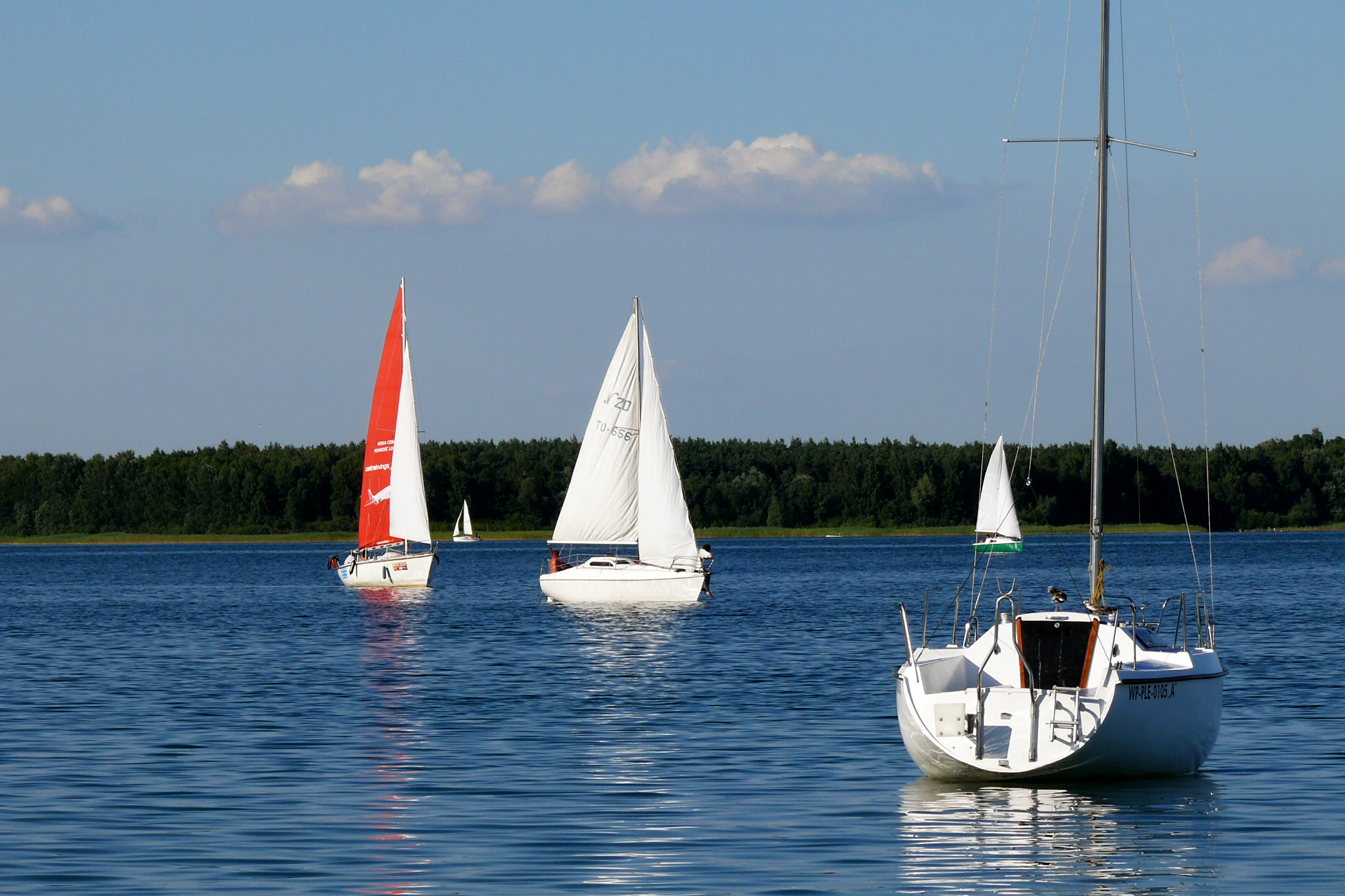
Jezioro Powidzkie

Im Bereich der Großpolnischen Seenplatte finden sich die meisten Seen der Region. Zu den größten Seen der Woiwodschaft gehören:
| - Jezioro Powidzkie – 10,4 km² - Wonieść (Stausee) – 7,7 km² - Jezioro Zbąszyńskie – 7,4 km² - Niedzięgiel – 5,5 km² | - Jezioro Gosławskie – 3,8 km² - Jezioro Dominickie – 3,4 km² - Jezioro Berzyńskie – 3,3 km² - Jezioro Bytyńskie – 3,2 km² |

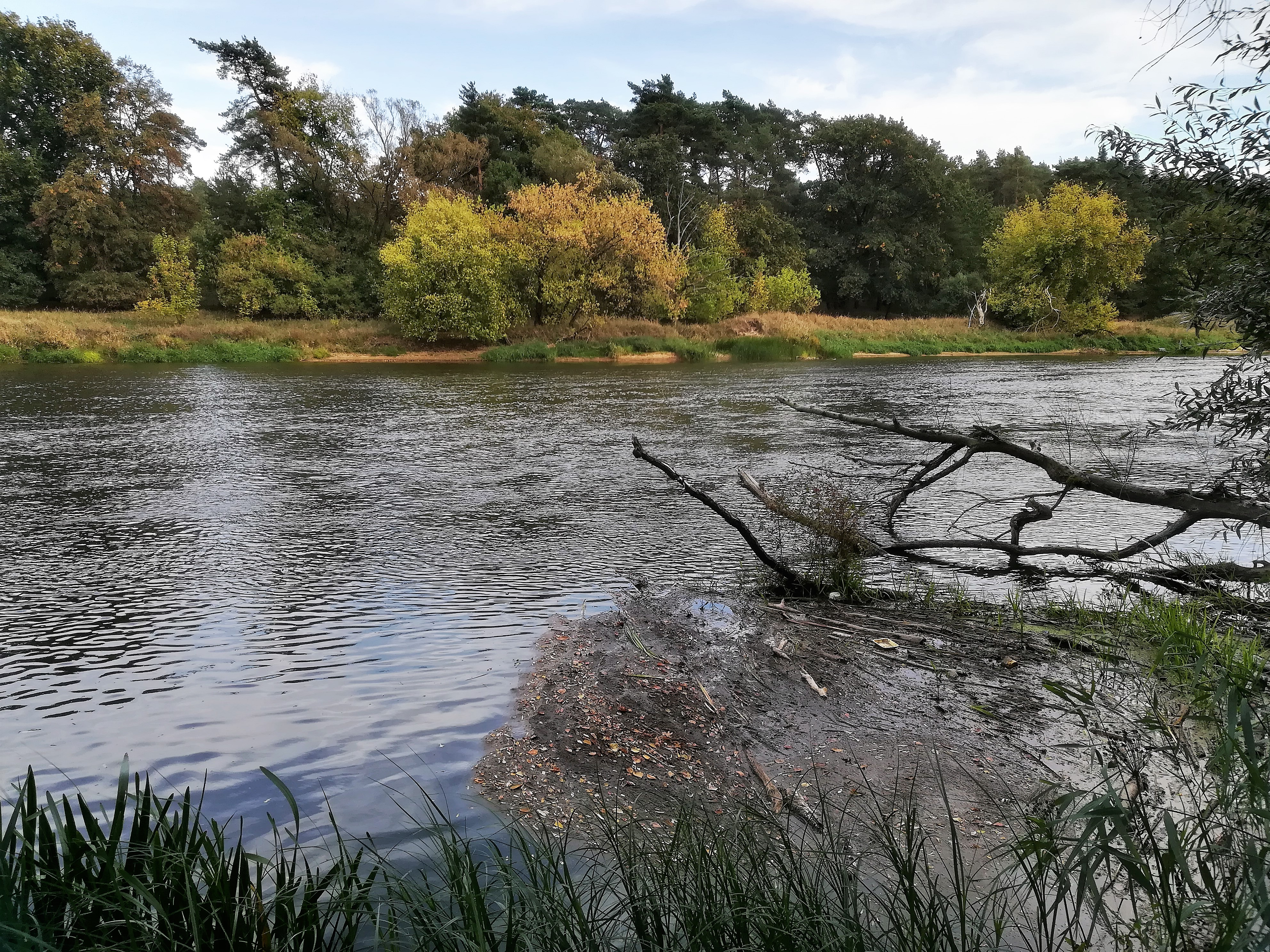
Warthe nahe Puszczykowo

Die wichtigsten Flüsse der Region sind:
| - Warta (Warthe) - Noteć (Netze) - Barycz (Bartsch) - Drawa (Drage) | - Prosna - Obra - Wełna - Ner |

### Klima
Großpolen zählt mit einer durchschnittlichen jährlichen Niederschlagsmenge von 500 bis 550 mm zu den trockensten Regionen Polens. Das Klima ist gemäßigt und wird in Richtung Osten zunehmend kontinentaler. Im Norden der Woiwodschaft liegt die Jahresdurchschnittstemperatur bei teils unter 8 °C und steigt in südlicher Richtung auf über 8,5 °C. In gleichem Zuge variiert die Vegetationsperiode zwischen 216 Tagen im Norden und 228 Tagen im Süden.

### Naturschutzgebiete
- Nationalpark Drawa (Drawieński Park Narodowy)
- Nationalpark Großpolen (Wielkopolski Park Narodowy)
- Landschaftsschutzpark Bartschtal (Park Krajobrazowy Dolina Baryczy)
- Lednicki Park Krajobrazowy
- Powidzki Park Krajobrazowy
- Przemęcki Park Krajobrazowy
- Sierakowski Park Krajobrazowy
- Park Krajobrazowy im. gen. Dezyderego Chłapowskiego
- Park Krajobrazowy Puszcza Zielonka

### Nachbarwoiwodschaften
| Woiwodschaft Westpommern     | Woiwodschaft Pommern | Woiwodschaft Kujawien-Pommern |
| Woiwodschaft Lebus           |                      | Woiwodschaft Łódź             |
| Woiwodschaft Niederschlesien | Woiwodschaft Oppeln  |                               |

## Bevölkerung

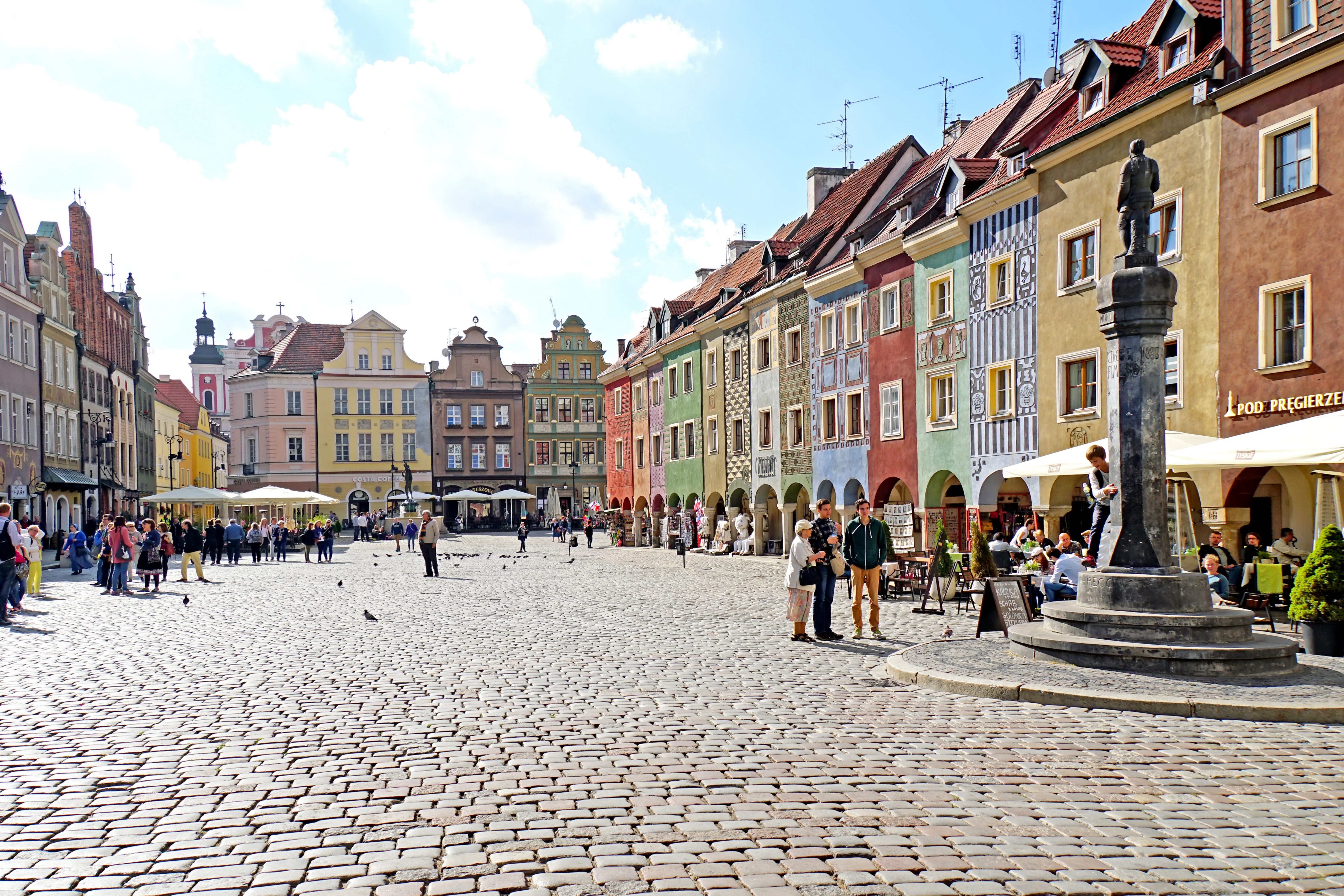
Poznań

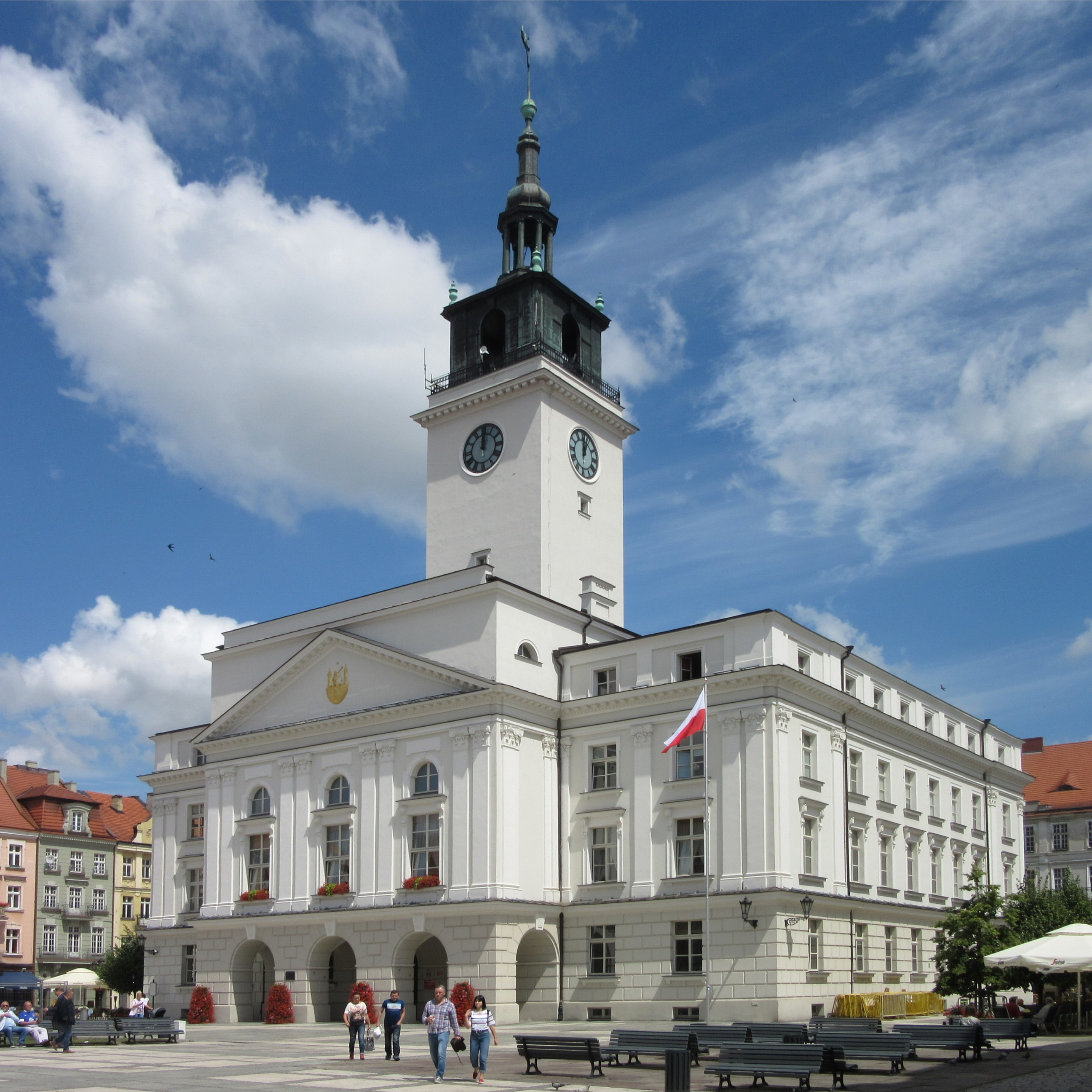
Kalisz

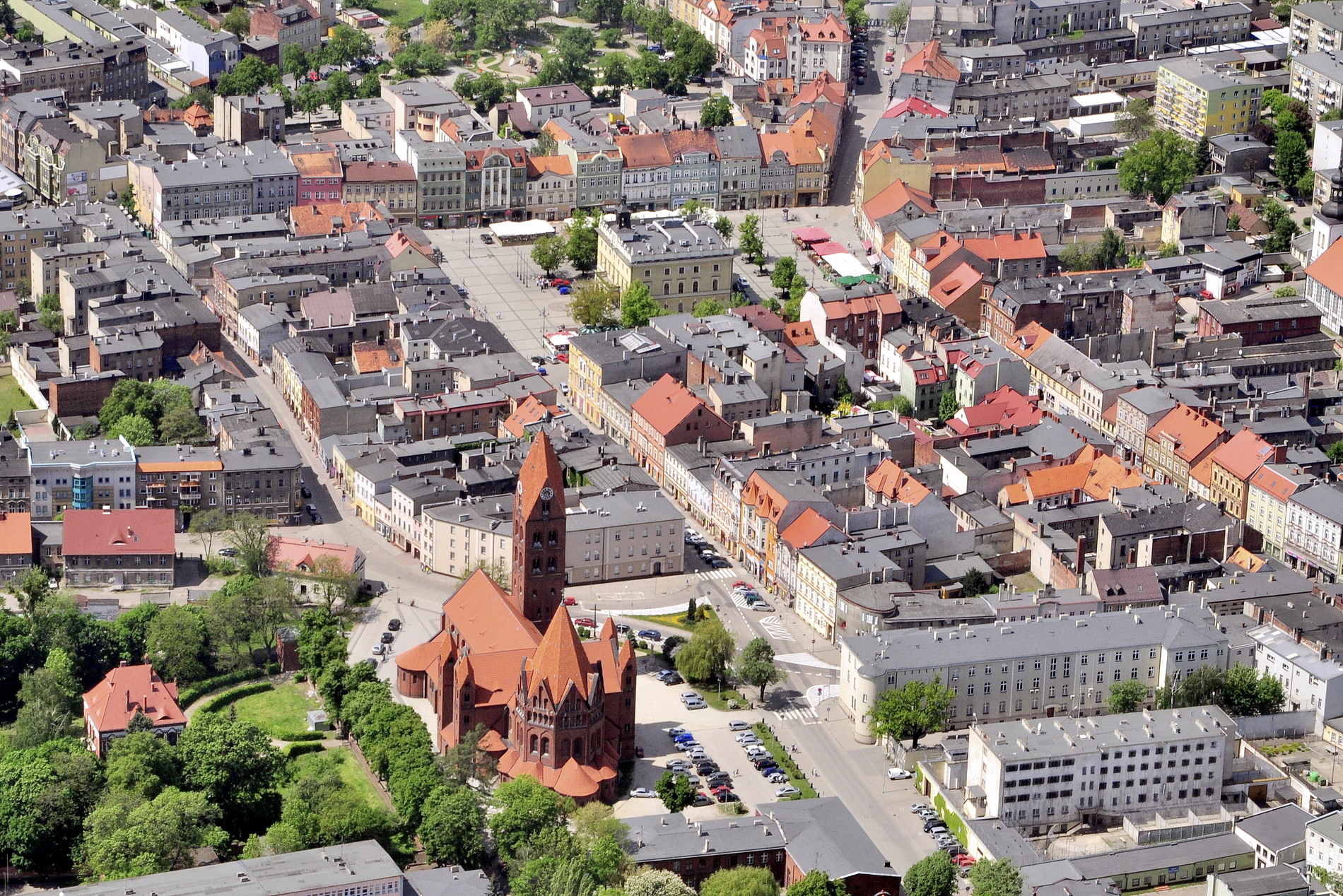
Ostrów Wielkopolski

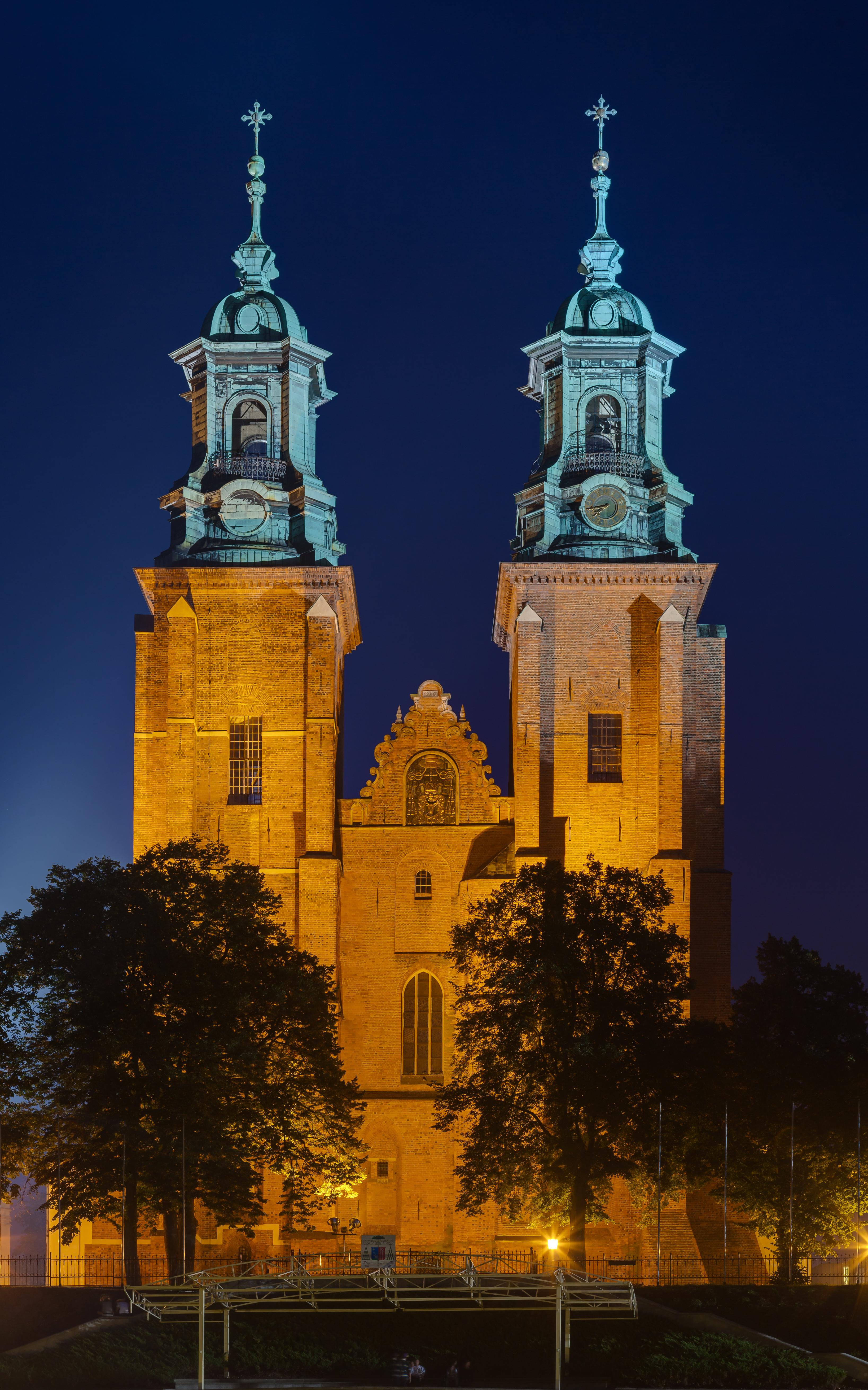
Gniezno

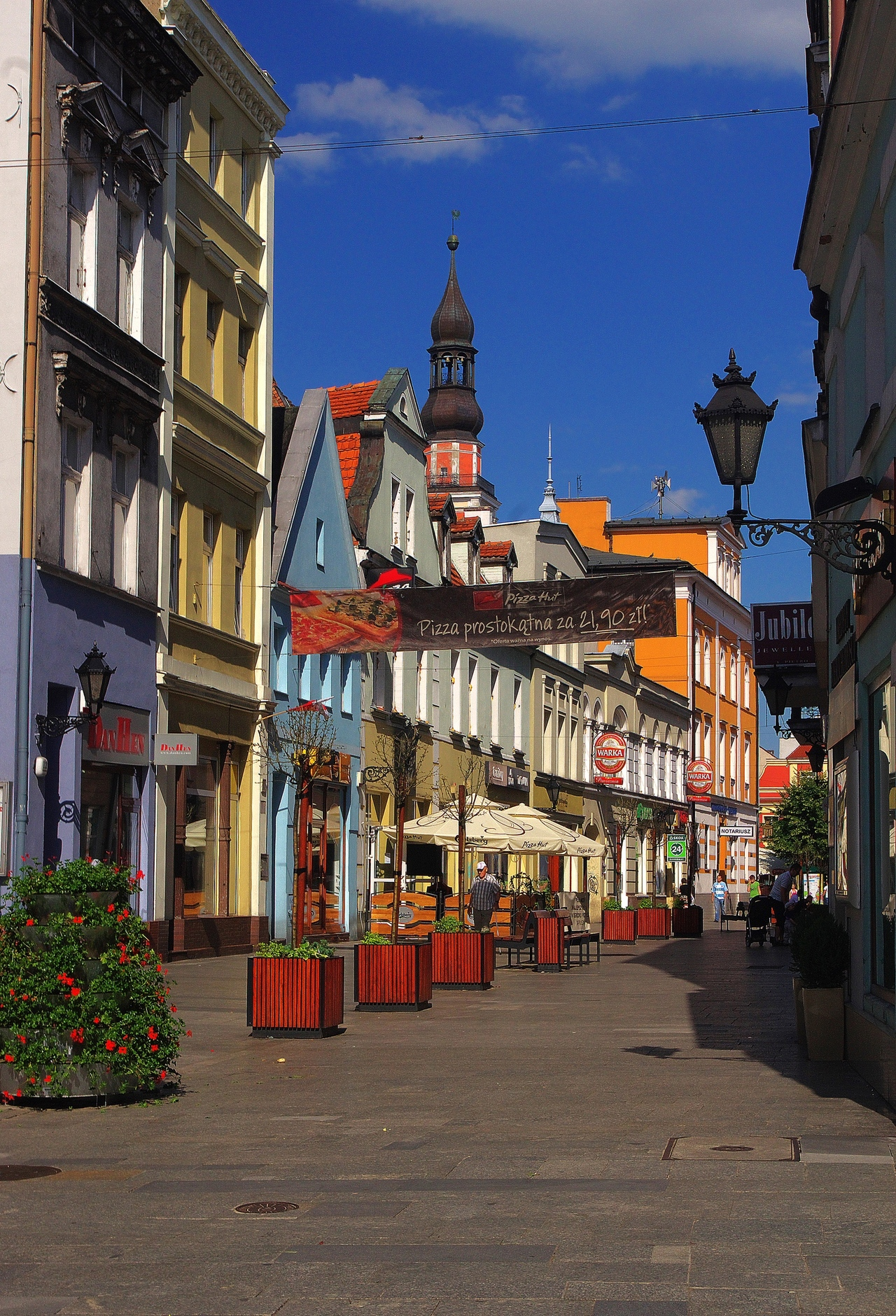
Leszno

Am 31. Dezember 2019 waren 3.498.733 Einwohner in der Woiwodschaft Großpolen gemeldet, davon sind 1.702.134 Männer (48,65 %) und 1.796.599 Frauen (51,35 %).
Die durchschnittliche Bevölkerungsdichte beträgt rund 117 Einwohner pro Quadratkilometer, wobei diese regional unterschiedlich hoch ist. In den kreisfreien Städten sowie in den Landkreisen Poznań, Ostrów und Jarocin ist die Bevölkerungsdichte überdurchschnittlich hoch, während sie in den Landkreisen Złotów, Czarnków und Międzychód im Durchschnitt 50 Einwohner pro Quadratkilometer nicht übersteigt.

### Bevölkerungsentwicklung
Großpolen hat in den Jahren 1995 bis 2019 ein moderates Bevölkerungswachstum von insgesamt über 160.000 Einwohnern verzeichnet.
| Jahr | Einwohnerzahl |
| ---- | ------------- |
| 1995 | 3.331.941     |
| 2000 | 3.345.316     |
| 2005 | 3.372.417     |
| 2010 | 3.419.426     |
| 2015 | 3.475.323     |
| 2019 | 3.498.733     |

### Lebenserwartung
Im Jahr 2019 betrug die durchschnittliche Lebenserwartung in der Woiwodschaft Großpolen bei Männern 73 Jahre und bei Frauen 81,5 Jahre.

### Größte Städte
In Großpolen befinden sich 108 Städte, in denen rund 54 Prozent der Bevölkerung leben.
Die größten Ballungszentren befinden sich in der Region rund um die Woiwodschaftshauptstadt Poznań sowie im Südosten Großpolens rund um Kalisz und Ostrów Wielkopolski.
| Stadt               | Deutscher Name | Einwohner 31. Dezember 2020 |
| ------------------- | -------------- | --------------------------- |
| Poznań              | Posen          | 532.048                     |
| Kalisz              | Kalisch        | 99.106                      |
| Konin               | Konin          | 72.539                      |
| Piła                | Schneidemühl   | 72.527                      |
| Ostrów Wielkopolski | Ostrowo        | 71.560                      |
| Gniezno             | Gnesen         | 67.570                      |
| Leszno              | Lissa          | 62.854                      |
| Luboń               | Luban          | 32.015                      |
| Września            | Wreschen       | 31.000                      |
| Swarzędz            | Schwersenz     | 29.862                      |
| Śrem                | Schrimm        | 29.176                      |
| Krotoszyn           | Krotoschin     | 28.701                      |
| Turek               | Turek          | 26.441                      |
| Jarocin             | Jarotschin     | 26.225                      |
| Wągrowiec           | Wongrowitz     | 25.607                      |
| Kościan             | Kosten         | 23.716                      |
| Środa Wielkopolska  | Schroda        | 23.672                      |
| Koło                | Kolo           | 21.247                      |
| Gostyń              | Gostyn         | 20.250                      |
| Rawicz              | Rawitsch       | 20.014                      |

## Wirtschaft

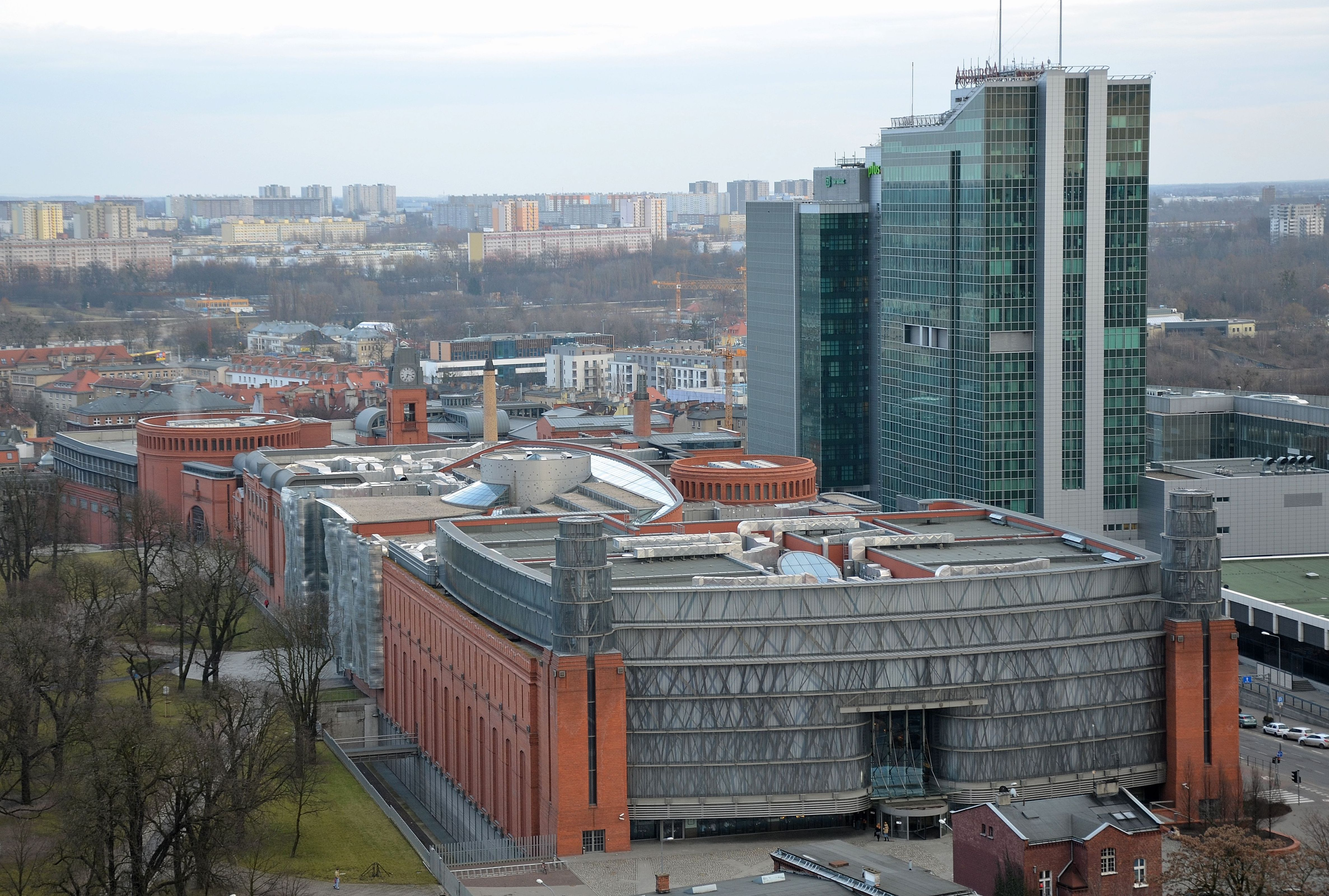
Geschäftsviertel in Poznań mit dem Einkaufszentrum Stary Browar

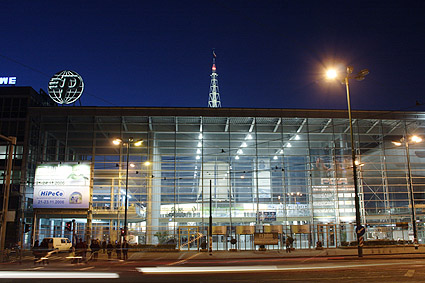
Internationale Messe Poznań

Großpolen ist eine Region mit landwirtschaftlich-industriellem Charakter. Rund zwei Drittel der Fläche wird landwirtschaftlich genutzt. Besonders in den südlichen und südöstlichen Teilen der Woiwodschaft wird intensive Landwirtschaft betrieben und in diesem Zusammenhang existiert eine Vielzahl an Betrieben der Lebensmittelindustrie. Die landwirtschaftliche Produktionsmenge Großpolens hat einen Anteil von 17,4 % an der polnischen Gesamtproduktion, wobei die Region im Bereich Schweine- und Rinderzucht führend ist.
In der Region um Konin existieren bedeutende Braunkohlevorkommen sowie die Kraftwerke Pątnów, Adamów und Konin, die zu rund 10 Prozent zur polnischen Stromproduktion beitragen. Weiterhin gibt es in der Woiwodschaft mehrere Erdgasfelder und nahe Kłodawa außerdem das größte Steinsalzbergwerk Polens. Im wald- und seenreichen Westen und Norden Großpolens spielt der Erholungstourismus eine gewisse Rolle.
Poznań ist das wirtschaftliche Hauptzentrum Großpolens, in dem vor allem der Dienstleistungssektor, die Logistikbranche sowie der Einzelhandel (unter anderem mit dem Einkaufs- und Kulturzentrum Stary Browar (Alte Brauerei) im Stadtzentrum) stark ausgeprägt sind. Darüber hinaus ist die Stadt der wichtigste Messestandort in Polen.
Insgesamt betrachtet gehört Großpolen zu den wirtschaftlich stärkeren Regionen Polens. Im Vergleich mit dem BIP der EU ausgedrückt in Kaufkraftstandards erreichte die Woiwodschaft 2018 einen Index von 76 (EU-27 = 100), bezogen auf den Wert pro Erwerbstätigem erreichte Großpolen hingegen einen Index von 77 (EU-27 = 100).
Im Jahr 2007 lag der BIP-Index im Vergleich zur EU noch bei 57.
Mit einem Wert von 0,888 erreicht Großpolen Platz 5 unter den 16 Woiwodschaften Polens im Index der menschlichen Entwicklung.

### Arbeitsmarkt
Im Juli 2020 lag die Arbeitslosenquote in der Region bei 3,7 %, was den niedrigsten Wert aller polnischer Woiwodschaften darstellte.
Die Arbeitslosenquote lag 2005 noch bei 17,2 Prozent. Bis zum Dezember 2009 war sie auf 9,1 Prozent gesunken.

### Grenzüberschreitende Zusammenarbeit
Seit dem 7. Dezember 2000 besteht eine Partnerschaft zwischen Großpolen und dem deutschen Bundesland Hessen. Eine weitere Partnerschaft besteht mit Niedersachsen.

## Infrastruktur

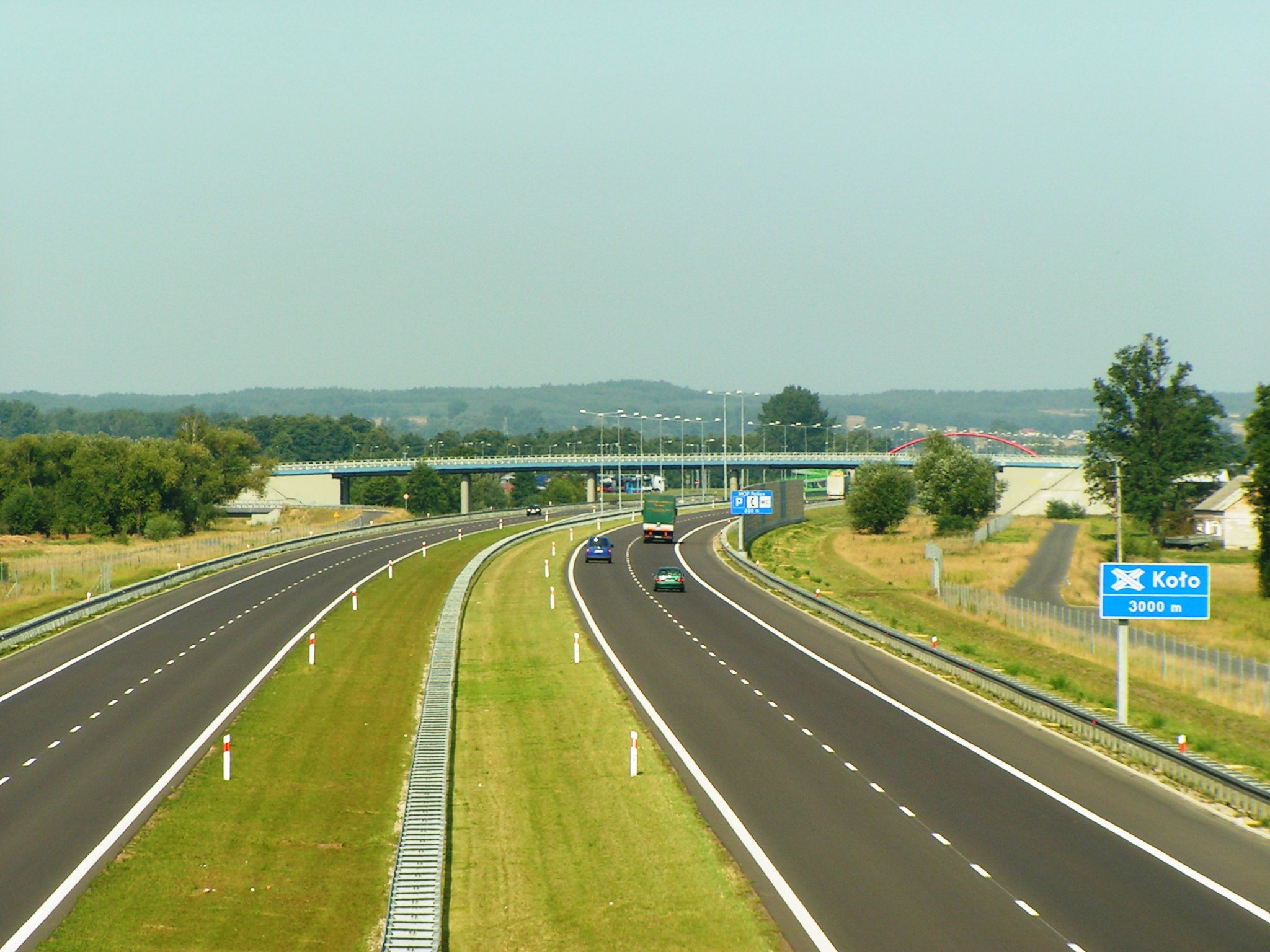
A2 im Osten Großpolens

### Straße
Das Straßennetz ist zentral auf die Hauptstadt Poznań ausgerichtet. Hier verläuft unter anderem die wichtigste Verkehrsverbindung der Region, die Europastraße 30 bzw. die polnische Autobahn A2, die Berlin mit Warschau verbindet. Weitere wichtige Straßenverbindungen bestehen mit den Nord-Süd-Verbindungen Europastraße 261 (polnische Schnellstraße S5) in Richtung Wrocław bzw. Bydgoszcz sowie der Landesstraße 11 (zukünftige Schnellstraße S11) in Richtung Koszalin und Katowice.
Ganz im Süden durchquert zudem die Europastraße 67 (polnische Schnellstraße S8) die Woiwodschaft, die Wrocław mit Łódź und Warschau verbindet.
Weitere relevante Querverbindungen in Großpolen sind:
- Landesstraße 10: Szczecin – Piła – Bydgoszcz – (Warschau)
- Landesstraße 12: Łęknica – Żary – Leszno – Kalisz – Lublin
- Landesstraße 15: (Wrocław) – Krotoszyn – Gniezno – Toruń – (Olsztyn)
- Landesstraße 24: (Gorzów Wlkp.) – Skwierzyna – Poznań
- Landesstraße 25: (Wrocław) – Ostrów Wlkp. – Kalisz – Konin – Bydgoszcz
- Landesstraße 32: Zielona Góra – Wolsztyn – Poznań
- Landesstraße 36: (Legnica) – Lubin – Rawicz – Ostrów Wlkp.
- Landesstraße 72: Konin – Turek – Łódź

Das befestigte Straßennetz der Region hatte im Jahr 2019 eine Gesamtlänge von rund 30.211 Kilometern, davon entfielen 268 Kilometer auf Schnellstraßen und 211 Kilometer auf Autobahnen. Systematisch ausgebaut wird zudem das Radwegenetz, welches 2019 eine Länge von 1.964 Kilometern aufwies.

### Eisenbahn

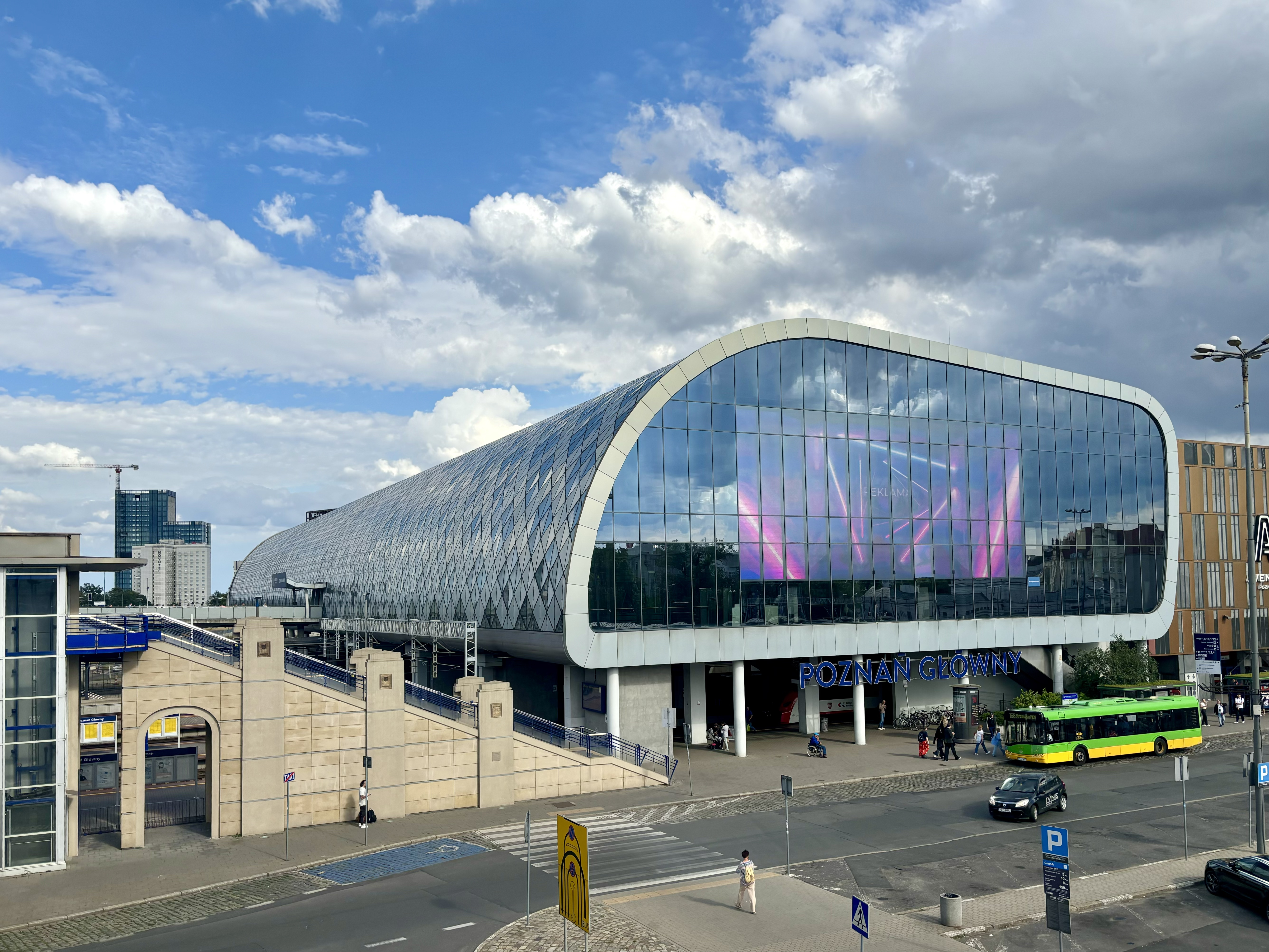
Hauptbahnhof in Poznań

Der größte und wichtigste Eisenbahnknotenpunkt der Woiwodschaft ist der Hauptbahnhof in Poznań (Poznań Główny). Hier kreuzen sich folgende Hauptstrecken:
- Warszawa–Konin–Poznań
- Poznań–Berlin
- Wrocław–Leszno–Poznań
- Poznań–Szczecin
- Katowice–Kluczbork–Poznań
- Poznań–Toruń
- Poznań–Piła–Słupsk

Durch den nördlichen Teil Großpolens führt außerdem ein Teil der ehemaligen Ostbahn.
Der Regionalverkehr wird sowohl durch die landesweite Polregio, wie auch insbesondere durch das regionale Unternehmen Koleje Wielkopolskie (Großpolnische Bahnen) organisiert.
Das Eisenbahnnetz der Region hatte im Jahr 2019 eine Gesamtlänge von insgesamt 1.889 Kilometern, wovon 1.260 Kilometer elektrifiziert sind.

### Luftfahrt
- Internationaler Flughafen Poznań-Ławica, 7 km westlich von Poznań gelegen, rund 2,4 Millionen Passagiere (2019)